# Loma Linda West
Loma Linda West es un lugar designado por el censo ubicado en el condado de Starr en el estado estadounidense de Texas. En el Censo de 2010 tenía una población de 114 habitantes y una densidad poblacional de 360,78 personas por km².

## Geografía
Loma Linda West se encuentra ubicado en las coordenadas 26°25′14″N 98°55′49″O / 26.42056, -98.93028. Según la Oficina del Censo de los Estados Unidos, Loma Linda West tiene una superficie total de 0.32 km², de la cual 0.32 km² corresponden a tierra firme y (0%) 0 km² es agua.

## Demografía
Según el censo de 2010, había 114 personas residiendo en Loma Linda West. La densidad de población era de 360,78 hab./km². De los 114 habitantes, Loma Linda West estaba compuesto por el 100% blancos, el 0% eran afroamericanos, el 0% eran amerindios, el 0% eran asiáticos, el 0% eran isleños del Pacífico, el 0% eran de otras razas y el 0% pertenecían a dos o más razas. Del total de la población el 100% eran hispanos o latinos de cualquier raza.